# Eryngium calaster
Eryngium calaster là một loài thực vật có hoa trong họ Hoa tán. Loài này được Standl. mô tả khoa học đầu tiên năm 1940.